# Station Wormerveer
Station Wormerveer is het station van de Noord-Hollandse plaats Wormerveer, aan de spoorlijn van Amsterdam naar Uitgeest en Alkmaar. Het station wordt bediend door NS, en ligt op loopafstand van het centrum van Wormerveer en de rivier de Zaan. Ook wordt dit station veel gebruikt door reizigers uit Wormer, een dorp aan de andere zijde van de Zaan.
Het station bestaat uit een eilandperron met overkapping en twee zijperrons met een kleine overkapping.

## Geschiedenis
Van 1867 tot en met 1978 had Wormerveer een stationsgebouw van het type SS Hoogezand (vernieuwd type SS derde klasse). Het was een hoofdgebouw met twee zijvleugels. Vlak naast het station was een goederenoverslagplaats; vanaf die plaats liep ook een spoortje door naar de rivier de Zaan, alwaar wederom goederen werden overgeladen. Na 1978 bleef het station vrijwel onveranderd tot 2013 toen het station verbouwd en gerenoveerd werd. Het station kreeg twee zijperrons erbij, de tunnel werd vernieuwd en voorzien van liften.

## Treinen
De volgende treinseries doen in de dienstregeling 2025 station Wormerveer aan:
| Serie | Treinsoort    | Route                                                                                                   | Bijzonderheden |
| ----- | ------------- | --- | --- |
| 4000  | Sprinter (NS) | Uitgeest – Wormerveer – Zaandam – Amsterdam Centraal – Breukelen – Woerden – Gouda – Rotterdam Centraal | |
| 7400  | Sprinter (NS) | Uitgeest – Wormerveer – Zaandam – Amsterdam Centraal – Breukelen – Utrecht Centraal – Driebergen-Zeist  | Rijdt alleen tijdens de brede spitsuren, waarbij net na de ochtendspits en net vóór de middagspits enkel tussen Uitgeest en Utrecht Centraal v.v. wordt gereden. |

## Buslijnen
De volgende buslijnen stoppen op het busstation van Wormerveer:
| Lijn                                                  | Route                                                                                                  | Soort     | Bijzonderheden |
| ----------------------------------------------------- | --- | --------- | -------------- |
| Vervoerder: EBS Concessiegebied: Zaanstreek-Waterland | |           |                |
| 67                                                    | Zaandam Station - Koog aan de Zaan - Wormerveer - Wormer - Jisp - Neck - Purmerend Tramplein           | Streekbus |                |
| 69                                                    | Assendelft - Krommenie - Wormerveer - Zaandijk - Koog aan de Zaan - Zaandam Station                    | Streekbus |                |
| 414                                                   | Krommeniedijk Woudpolderweg - Krommenie - Wormerveer - Wormer - Oostknollendam Toldeurkering           | Buurtbus  |                |
| N94                                                   | Amsterdam Centraal - Zaandam - Koog aan de Zaan - Zaandijk - Wormerveer - Station Krommenie-Assendelft | Nachtbus  |                |

## Voorzieningen
- kiosk (gevestigd op perron)
- fietsenstalling
- lift op ieder perron

## Ontwikkeling aantal reizigers
Het aantal door NS vervoerde reizigers (per gemiddelde werkdag) ontwikkelde zich sedert 2019 als volgt:
| Jaar | Aantal reizigers |
| ---- | ---------------- |
| 2019 | 4.448            |
| 2020 | 2.233            |
| 2021 | 2.252            |
| 2022 | 3.118            |
| 2023 | 3.490            |
| 2024 | 3.814            |

## Afbeeldingen

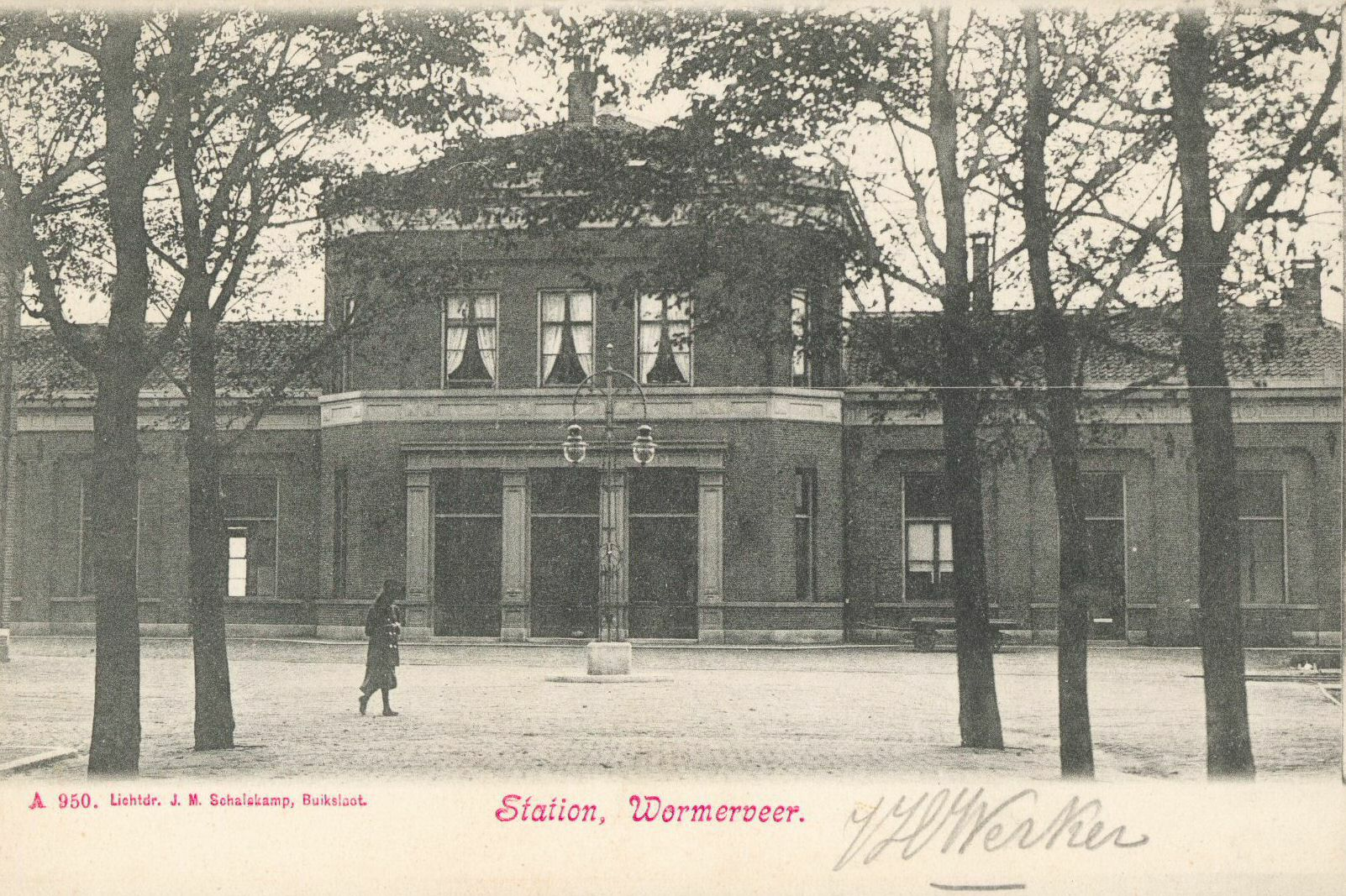
H.S.M.-station Wormerveer rond 1905
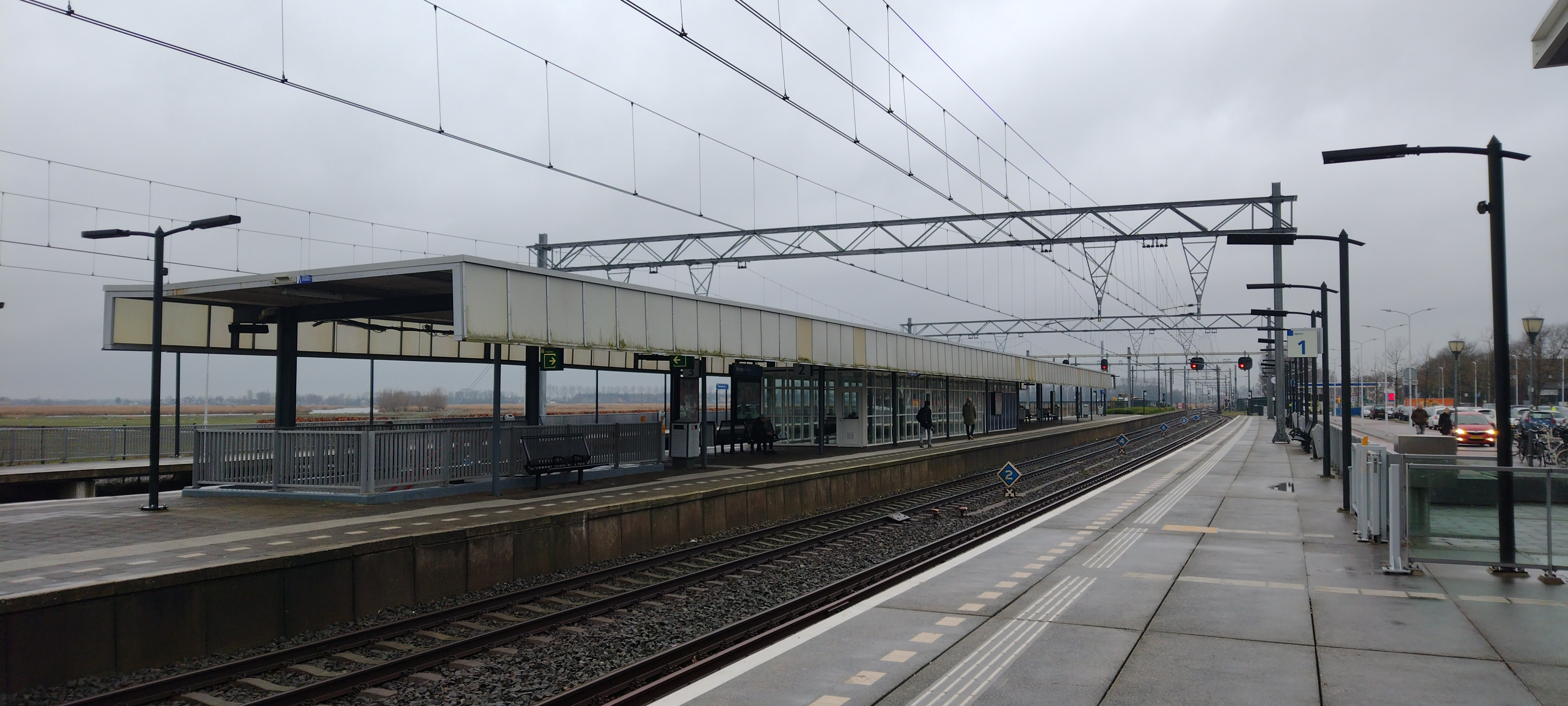
Perrons
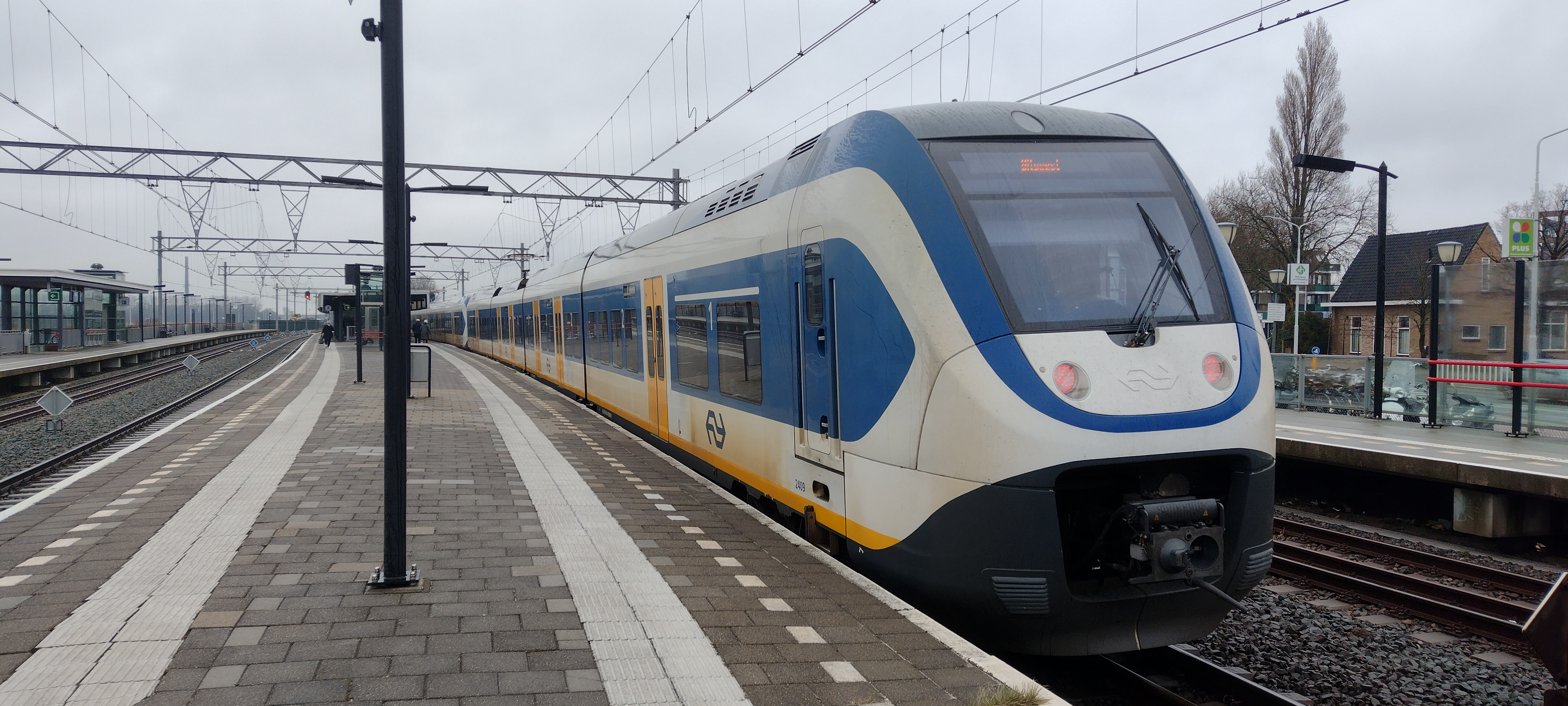
SLT op het station
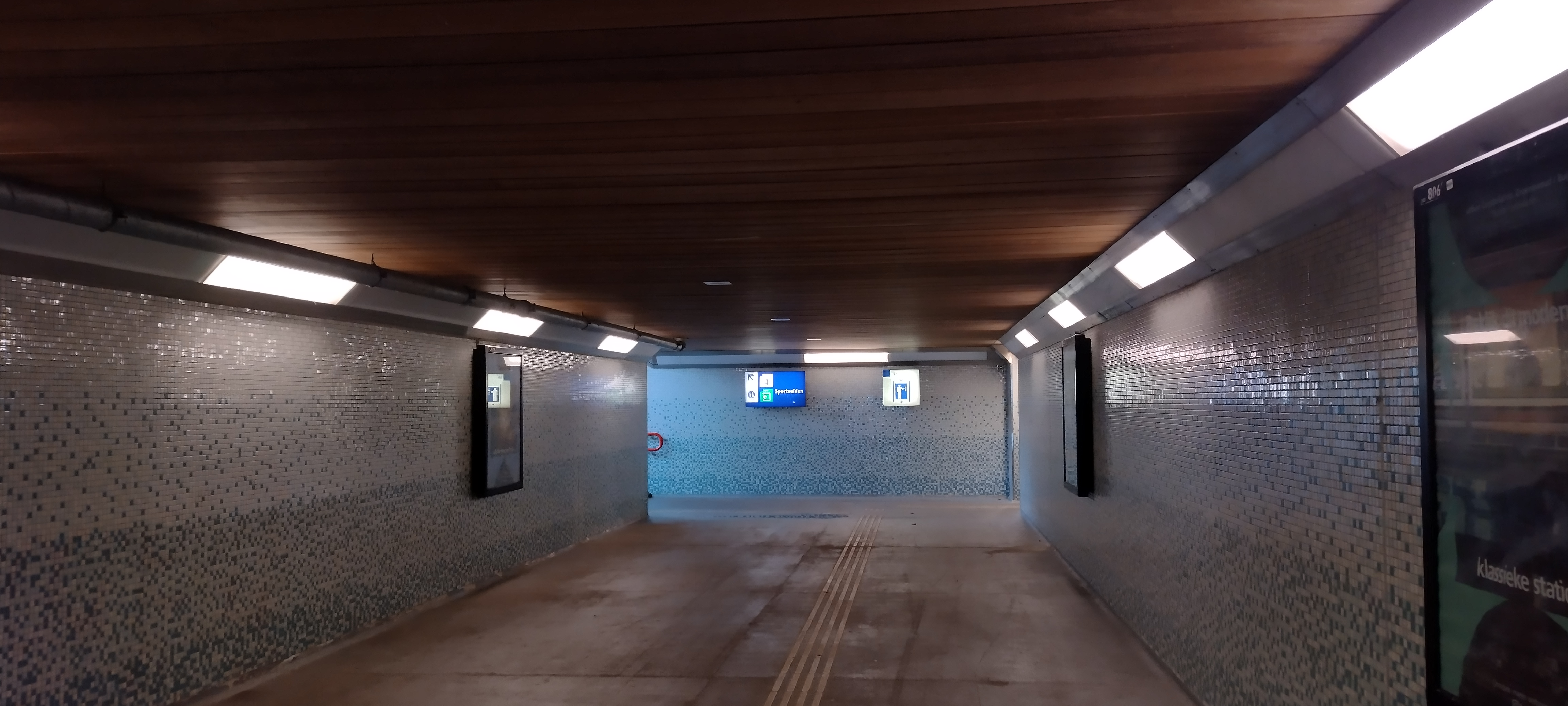
Tunnel onder de sporen
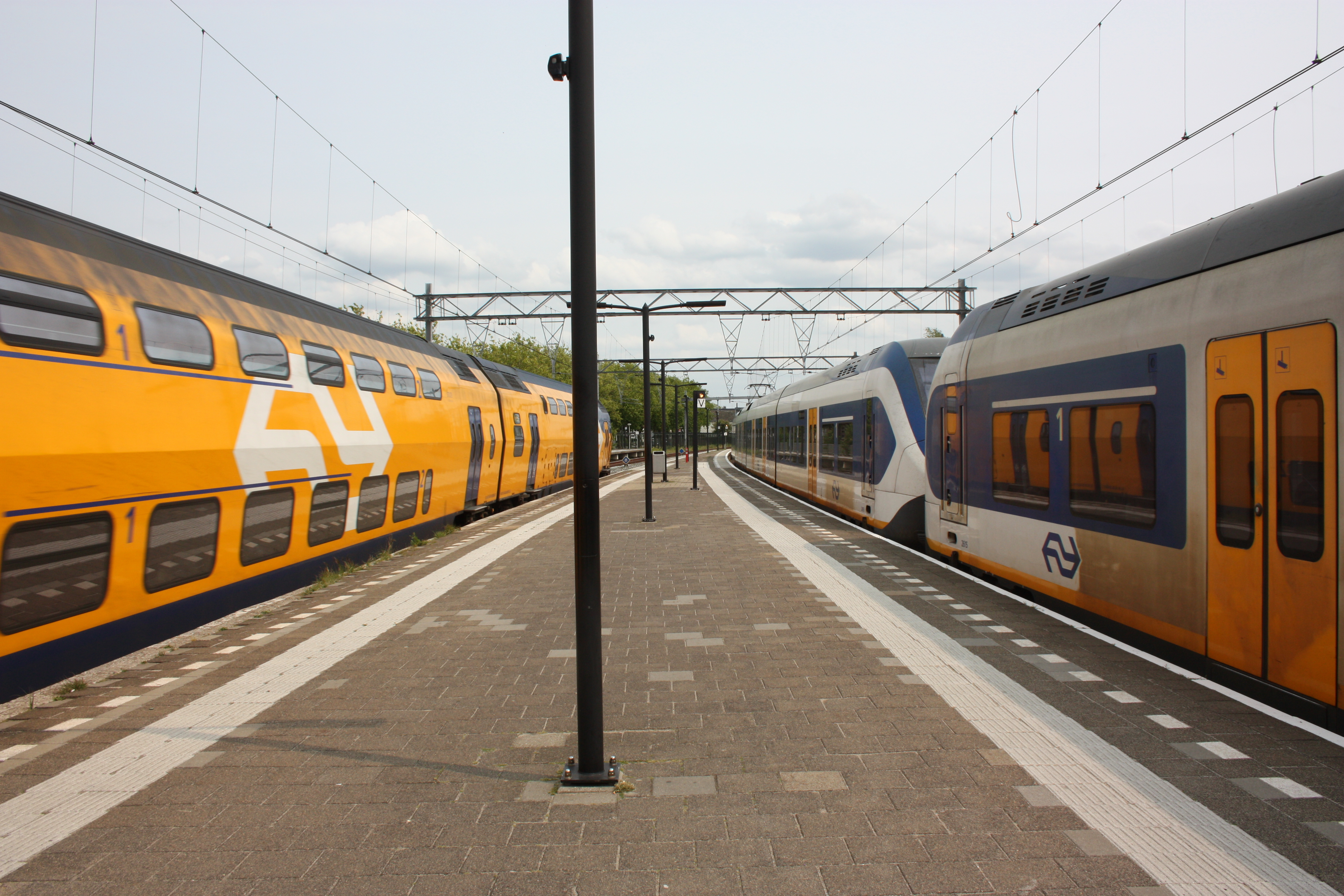
Sprinter op het station. Een intercity rijdt net voorbij

0: Den Helder ·
3: Den Helder Zuid ·
4: Koegras ·
8: Breezand ·
12: Anna Paulowna ·
16: Oudesluis ·
21: Schagen ·
24: Schagerwaard ·
27: Zijdewind ·
30: Noord Scharwoude ·
35: Heerhugowaard ·
38: St. Pancras ·
40: Alkmaar Noord ·
42: Alkmaar ·
47: Heiloo ·
49: Onze Lieve Vrouwe ter Nood ·
54: Castricum ·
58: Uitgeest ·
61: Den Ham ·
63: Krommenie-Assendelft ·
65: Wormerveer ·
68: Zaandijk Zaanse Schans ·
69: Koog aan de Zaan ·
71: Zaandam ·
72: Noorder IJdijk ·
73: Hembrug ·
75: Amsterdam Petroleumhaven ·
78: Spaarndammerdijk-Houthaven ·
79: Amsterdam Sloterdijk ·
80: Amsterdam Westerdok ·
81: Amsterdam Centraal
Alkmaar ·
-Noord ·
Amsterdam:
-Amstel ·
-ArenA ·
-Bijlmer ArenA · 
-Centraal ·
-Holendrecht ·
-Lelylaan ·
-Muiderpoort ·
-RAI ·
-Science Park ·
-Sloterdijk ·
-Zuid ·
Anna Paulowna ·
Beverwijk ·
Bloemendaal ·
Bovenkarspel:
-Flora ·
-Grootebroek ·
Bussum Zuid ·
Castricum ·
Den Helder ·
-Zuid ·
Diemen ·
-Zuid ·
Driehuis ·
Duivendrecht ·
Enkhuizen ·
Haarlem ·
-Spaarnwoude ·
Halfweg-Zwanenburg ·
Heemskerk ·
Heemstede-Aerdenhout ·
Heerhugowaard ·
Heiloo ·
Hilversum ·
-Media Park ·
-Sportpark ·
Hollandsche Rading ·
Hoofddorp ·
Hoogkarspel ·
Hoorn ·
-Kersenboogerd ·
Koog aan de Zaan ·
Krommenie-Assendelft ·
Naarden-Bussum ·
Nieuw Vennep ·
Obdam ·
Overveen ·
Purmerend ·
-Overwhere ·
-Weidevenne ·
Santpoort:
-Noord ·
-Zuid ·
Schagen ·
Schiphol Airport ·
Uitgeest ·
Weesp ·
Wormerveer ·
Zaandam ·
-Kogerveld ·
Zaandijk Zaanse Schans ·
Zandvoort aan Zee
Stations van de Museumstoomtram Hoorn-Medemblik:
Tramstation Hoorn · 
Zwaag ·
Wognum-Nibbixwoud ·
Twisk ·
Opperdoes ·
Medemblik
Voormalige stations: zie de lijst van voormalige spoorwegstations in Noord-Holland